# Lactobacillus secaliphilus
Lactobacillus secaliphilus è una specie di batterio appartenente alla famiglia delle Lactobacillaceae.